# Craiva (Arad)

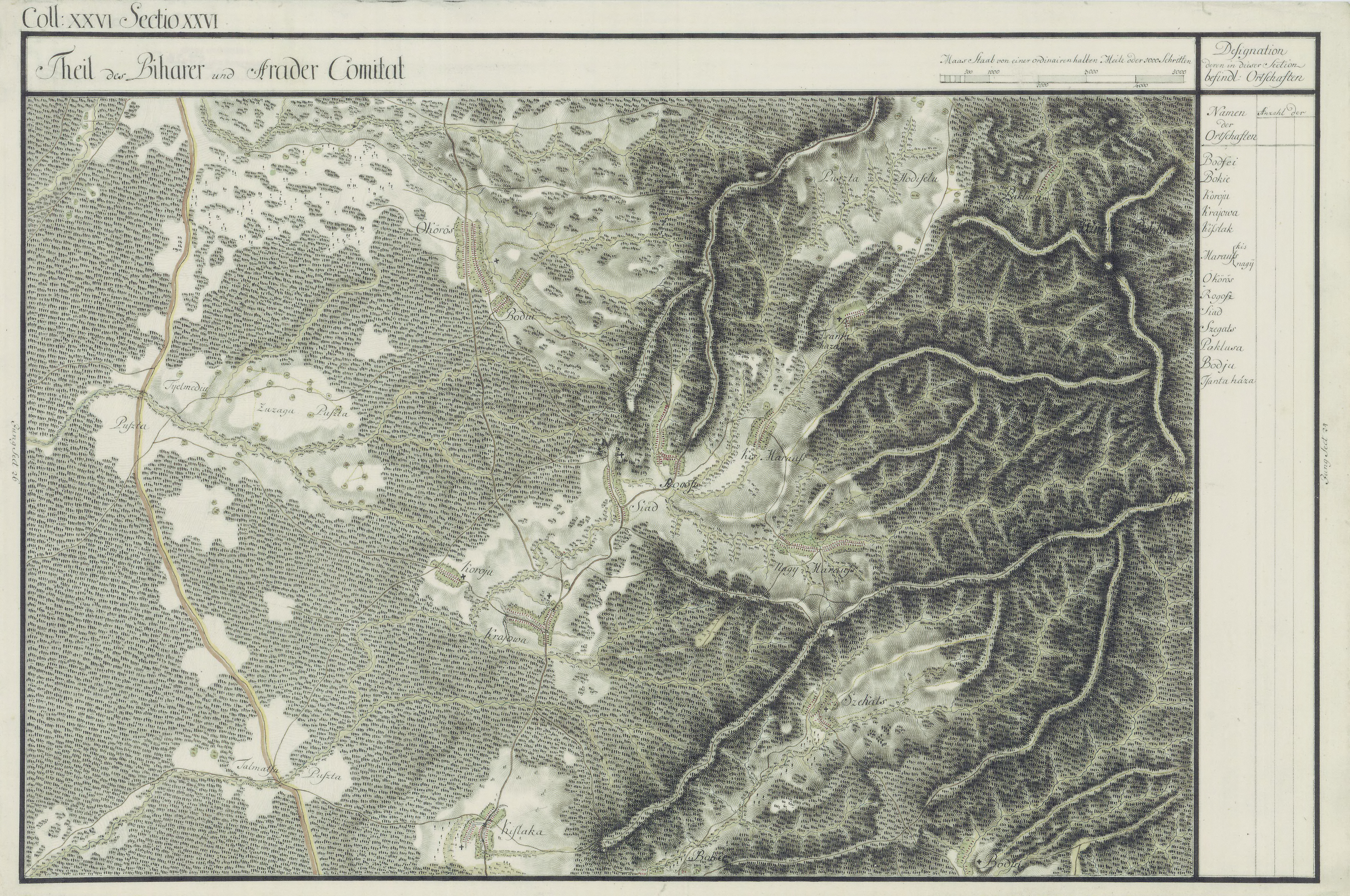
Craiva (Krajowa) auf der Josephinischen Landaufnahme von 1782–1785.

Craiva (deutsch Krajowa, ungarisch Bélkiráymező) ist eine Gemeinde im Kreis Arad, im Kreischgebiet, im Westen Rumäniens. Zu der Gemeinde Craiva gehören auch die Dörfer Chișlaca, Ciuntești, Coroi, Mărăuș, Rogoz de Beliu, Stoinești, Susag, Șiad und Tălmaci.

## Geografische Lage
Craiva liegt im Norden des Kreises Arad, in 81 km Entfernung von der Kreishauptstadt Arad und 31 km von der nächstgelegenen Stadt Ineu.

## Nachbarorte
| Coroi     | Ucuriș                                      | Mărăuș |
| Șomoșcheș | Kompassrose, die auf Nachbargemeinden zeigt | Secaci |
| Cermei    | Chișlaca                                    | Botfei |

## Geschichte
Die erste urkundliche Erwähnung der Ortschaft stammt aus dem Jahr 1344.
Im Laufe der Jahrhunderte traten verschiedene Ortsbezeichnungen in Erscheinung: 1344 Keralmezei, 1349 Kyralmezey, 1429 Kyralmezeye, 1598 Krayova, 1600 Kralioua, 1773 Krajova, 1773–1808, 1780–1781 Krajova, 1785 Krajova, 1786 Krajowa, 1789 Krajova, 1796–1799 Krajova, 1808 Krájova, 1839, 1851 Krajova, 1858 Krajová, 1863 Krajova, 1877 Krajova, 1882 Krajova, Craiova, 1893 Krajova, 1909 Craiva, Krajova, 1913 Bélkirálymező, 1921 Craiova, Bélkirálymező, 1932 Craiova, 1956 Craiova, 1960 Craiva.
Nach dem Frieden von Karlowitz (1699) kam Arad und das Maroscher Land unter österreichische Herrschaft, während das Banat südlich der Marosch bis zum Frieden von Passarowitz (1718) unter Türkenherrschaft verblieb. Auf der Josephinischen Landaufnahme ist Krajowa eingetragen.
Infolge des Österreichisch-Ungarischen Ausgleichs (1867) wurde das Arader Land, wie das gesamte Banat und Siebenbürgen, dem Königreich Ungarn innerhalb der Doppelmonarchie Österreich-Ungarn angegliedert. Infolge des Gesetzes zur Magyarisierung der Ortsnamen, das Anfang des 20. Jahrhunderts Anwendung fand, war die amtliche Ortsbezeichnung ab 1913 Bélkiráymező.
Der Vertrag von Trianon am 4. Juni 1920 hatte die Grenzregulierung zur Folge, wodurch Craiva an das Königreich Rumänien fiel.

## Bevölkerungsentwicklung
| 1880 | 4043 | 3987 | 42  | 2 | 12             |
| 1910 | 5046 | 4817 | 118 | - | 111            |
| 1930 | 5668 | 5560 | 23  | 5 | 80             |
| 1977 | 4761 | 4680 | 30  | 2 | 49             |
| 1992 | 3492 | 3252 | 3   | - | 237            |
| 2002 | 3118 | 2789 | 4   | - | 325            |
| 2021 | 2916 | 2073 | -   | - | 843 (290 Roma) |